# Jacob Hübner
Jakob Hübner (o Jacob Huebner) va ser un entomòleg alemany, nascut el 20 de juny de 1761 a Augsburg i mort el 13 de setembre de 1826 en aquesta mateixa ciutat.

## Biografia
Va estudiar dibuix de 1778 a 1780 a Annenschule (escola St. Anne) i després gravat i xilografia.
Estudià especialment les papallones i començà a publicar els seus primers articles el 1785. Va fer estades a Ucraïna i a Viena a partir del 1789, on va conèixer a Ignaz Schiffermüller (1727-1806) amb el qual mantingué vincles d'amistat de per vida. Hübner es guanyà la vida com a dibuixant en una fàbrica tèxtil.
La seva obra, finament il·lustrada, es fixà en particular en l'estudi de les diferents etapes dels insectes. Contribuí a la millora de la taxonomia moderna dels lepidòpters. La seva col·lecció fou adquirida el 1935 per la Reial Societat Entomològica de Londres.
El seu nom s'abreuja sovint en les publicacions entomològiques com Hbn.

## Obra
- Sammlung europäischer Schmetterlinge (Collection sur les papillons européens) (1796-1805).
- Amb Carl Geyer et Gottlieb August Wilhelm Herrich-Schäffer (1799-1874), Sammlung exotischer Schmetterlinge (Collection sur les papillons exotiques), deux volumes, (1806-1834). Augsburg.
- Geschichte europaischer Schmetterlinge (Histoire des papillons européens) (1806-1824).
- Tentamen determinsationis, digestionis atque demonationis singularum stirpium Lepidopterorum, peritis ad inspiciendum et dijudicandum communicatum (1806).
- Zuträge zur Sammlung exotischer Schmettlinge [!], bestehend in Bekundigung einzelner Fliegmuster neuer oder rarer nichteuropäischer Gattungen. Augsburg, Jacob Hübner, 49 pp. (1819).

## Treballs
Va descriure nombrosos gèneres (subgèneres) i espècies.

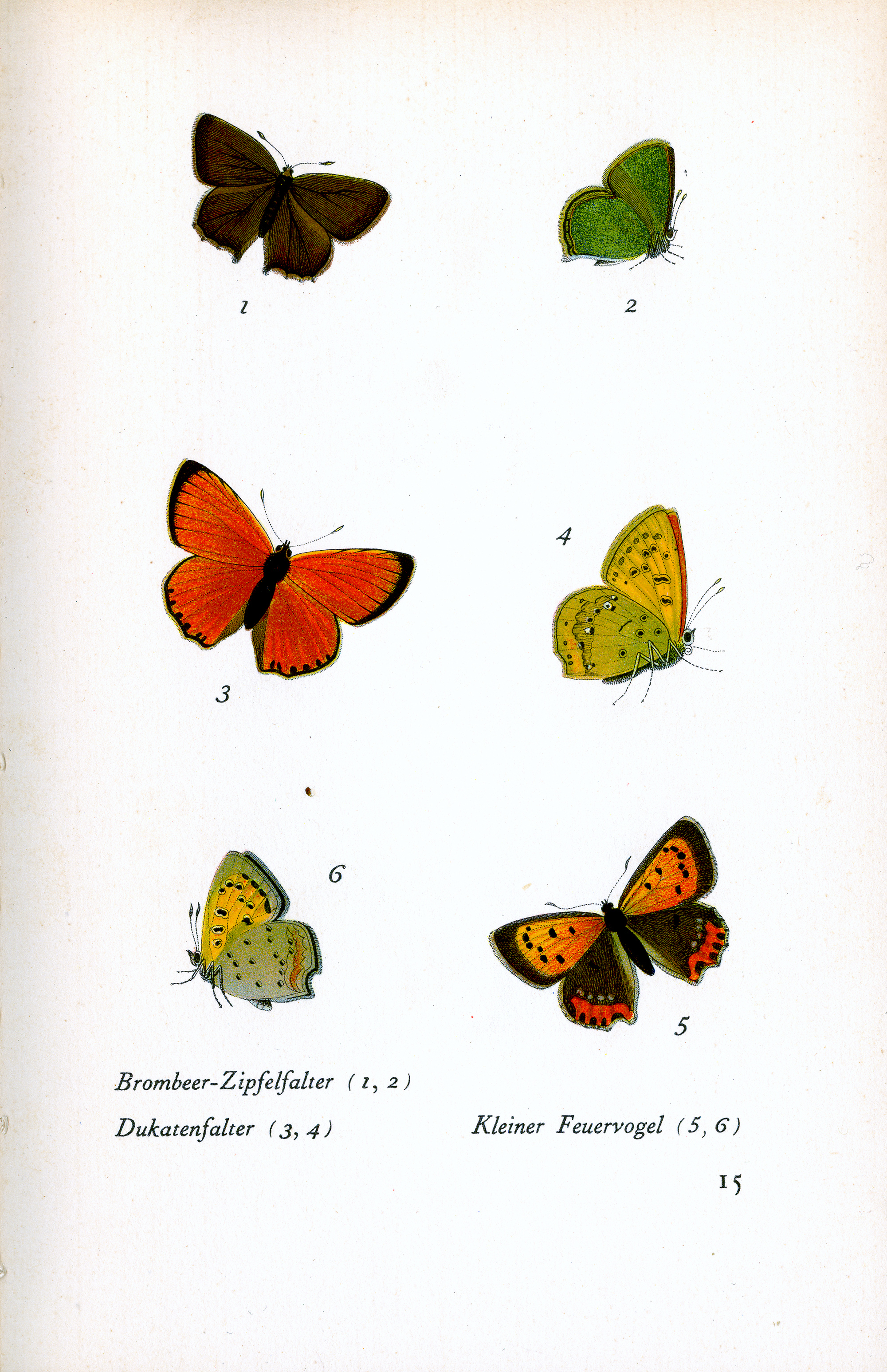
Pàgina 15 del petit llibre de les papallones (Das kleine Schmetterlingsbuch)